# Bestia obtusatula
Bestia obtusatula là một loài Rêu trong họ Leucodontaceae. Loài này được (Kindb.) Broth. mô tả khoa học đầu tiên năm 1906.